# Незабудка дубравная
Незабудка дубравная (лат. Myosotis nemorosa) — многолетнее растение семейства бурачниковых.
Стебель ветвистый, высотой не превышает 20—30 см. Растение мягко опушено. Листья небольшие, серовато-зелёные, преимущественно ланцетовидные, в первый год образуют прикорневую розетку. На второй год растение зацветает.
Цветки мелкие, голубые, собраны в соцветие-завиток. Зацветают в мае, цветут до двух месяцев.
Плод — орешек. Семена мелкие, оливково-чёрные, блестящие.

## Применение
Растение широко используется в декоративном цветоводстве.